# Jules Martin
Jules Martin (* 27. Februar 1824 in Vevey; † 21. Mai 1875 in Genf; heimatberechtigt in Grandson) war ein freisinnig-linker Schweizer Politiker.

## Leben
Martin studierte von 1842 bis 1845 Rechtswissenschaften an der Universität Lausanne und erlangte 1849 das Anwaltspatent. In den Jahren 1846 bis 1850 war er Substitut des Staatsanwaltes in Vevey und von 1850 bis 1860 selbständiger Anwalt in Lausanne. Weiter war er am Bundesgericht von 1854 bis 1872 Ersatzrichter.
Im Jahr 1849 wurde er in den Grossen Rat des Kantons Waadt gewählt und hatte dort bis 1860 Einsitz. Während seiner Amtszeit war er 1850, 1852/53, 1855 und 1857 Grossratspräsident. Er vertrat den Kanton Waadt von 1851 bis 1852 im Ständerat und wurde zwei Jahre später bei den Parlamentswahlen 1854 in den Nationalrat gewählt. Dort war er im Amtsjahr 1856 Nationalratspräsident und schied 1860 aus der grossen Kammer aus.
Nach seiner aktiven politischen Laufbahn war er von 1870 bis 1872 im Vorstand des Schweizerischen Handels- und Industrievereins, liess sich 1860 in Genf nieder und führte dort während einiger Jahre die Zweigniederlassung der Zigarrenmanufaktur von Rinsoz & Ormond. Ferner war Martin im Jahr 1842 Mitglied der akademischen Gesellschaft Belles-Lettres (1843 deren Präsident) und war Ehrenmitglied der Zofingia von 1842 bis 1845.
In der Schweizer Armee war er Major der Infanterie.